# Ялазе
Я́лазе, ранее Яласе (эст. Jalase) и Яллас — деревня в волости Рапла уезда Рапламаа, Эстония.
До административной реформы местных самоуправлений Эстонии 2017 года входила в состав волости Райккюла.

## География и описание
Расположена в 43 километрах к югу от Таллина и в 11 км к западу от уездного и волостного центра — города Рапла. Высота над уровнем моря — 68 метров.
Официальный язык — эстонский. Почтовый индекс — 78415.
Деревня находится на территории природного парка Ялазе.

## Население
По данным переписи населения 2021 года, в деревне проживали 39 человек, все — эстонцы.
Численность населения деревни Ялазе по данным переписей населения:
| Год  | 1959 | 1970 | 1979 | 1989 | 2000 | 2011 | 2021 |
| ---- | ---- | ---- | ---- | ---- | ---- | ---- | ---- |
| Чел. | 94   | ↘ 60 | ↘ 50 | ↗ 64 | ↘ 46 | ↗ 48 | ↘ 39 |

## История
Впервые деревня упомянута в Датской поземельной книге 1241 года (Iales). В 1389 году упомянута как Yallas, в 1725 году — Jallas.
В 1949 году в деревне был образован колхоз.

## Образование и культура
C 1880 по 1961 год в деревне работала школа, в здании которой позже был открыт школьный музей. Здание школы является памятником культуры Эстонии.
В школе за 81 год её работы работали 10 учителей и 4 директора. Первым учителем был Юри Нерва (Juri Nerva). Количество учеников в классе составляло в среднем 20-30 человек в зависимости от того, сколько классов было в школе и как много детей насчитывалось в деревне. Школа была закрыта в 1961 году.
В середине XX века в деревне действовали хор Общества образования, оркестр, театральный кружок, пожарная команда и волейбольная команда.